# Баянхонгор (аймак)
Баянхонгор (монг. Баянхонгор аймаг) — аймак у Монголії, адміністративний центр — місто Баянхонгор. Розташований у південно-західній та центральній частині країни.

## Загальні відомості
Площа аймаку 115978 км кв, чисельність населення станом на кінець 2010 року — 75690 людей. Щільність населення одна з найнижчих в Монголії та складає 0,65 чол/км кВ. Аймак було утворено у 1941 році.

## Географія
На півдні аймаку проходить кордон з Китаєм, на заході він межує з аймаком Говь-Алтай, на північному заході — з аймаком Завхан, на півночі — Архангай, на сході — Уверхангай, на південному сході — Умнеговь.
На півночі аймаку лежить вкрите лісом Хангайське нагір'я. З півдня з ними межує рівнина з великою кількістю безстічних солених озер (Долина Озер), яка в свою чергу на півдні межує з Гобі-Алтайським хребтом. Ще південніше аж до кордону з Китаєм лежить пустеля Гобі. Територією аймаку течуть річки Байдоаг, Туй з притоками, Заг, Ульзийт, Шаргалжуут, Сумбер Бурд. Найбільші з солених озер аймаку — Боон-Цагаан-Нур та Орог-Нур які розташовані на висоті, відповідно, 1311 та 1216 метрів над рівнем моря, однак останнє озеро часто пересихає. У Хангаї є гарячі лікувальні джерела температура води в яких досягає 50C Найвища точка аймаку — гора Тергун-Богд (3959 м), найнижча — 700 м.

## Адміністративний поділ
Включає в себе 19 сомонів.
| №п/п | сомон       | 'Монгольська назва | Населення 2000 | Населення 2006 | 'Населення центру сомону 2006 | Площа км² | Щільність люд/км.кв |
| 1    | Баацагаан   | Баацагаан          | 4526           | 3568           | 422                           | 7447      | 0,48                |
| 2    | Баян-Ундер  | Баян-Өндөр         | 2692           | 2559           | 548                           | 1689      | 0,15                |
| 3    | Баян-Овоо   | Баян-Овоо          | 3043           | 2912           | 731                           | 3244      | 0,9                 |
| 4    | Баянбулаг   | Баянбулаг          | 2252           | 2143           | 463                           | 3170      | 0,68                |
| 5    | Баянговь    | Баянговь           | 2903           | 2703           | 628                           | 4662      | 0,58                |
| 6    | Баянхонгор  | Баянхонгор         | 20501          | 26588          | 26588                         | 64        | 415,44              |
| 7    | Баянлиг     | Баянлиг            | 3842           | 3316           | 805                           | 11918     | 0,28                |
| 8    | Баянцагаан  | Баянцагаан         | 3946           | 3599           | 634                           | 5395      | 0,67                |
| 9    | Богд        | Богд               | 3226           | 2900           | 613                           | 3983      | 0,73                |
| 10   | Бумбегер    | Бөмбөгөр           | 2755           | 2584           | 656                           | 3044      | 0,85                |
| 11   | Бууцагаан   | Бууцагаан          | 4258           | 3452           | 901                           | 5840      | 0,59                |
| 12   | Ерденецогт  | Эрдэнэцогт         | 5158           | 4235           | 933                           | 4100      | 1,03                |
| 13   | Галуут      | Галуут             | 5275           | 4012           | 644                           | 5047      | 0,79                |
| 14   | Гурванбулаг | Гурванбулаг        | 2915           | 2594           | 350                           | 4442      | 0,58                |
| 15   | Жаргалант   | Жаргалант          | 4374           | 3173           | 697                           | 4175      | 0,76                |
| 16   | Жинст       | Жинст              | 2352           | 2023           | 376                           | 5313      | 0,38                |
| 17   | Хуреемарал  | Хүрээмарал         | 2466           | 2064           | 325                           | 4328      | 0,48                |
| 18   | Улзийт      | Өлзийт             | 3721           | 3353           | 661                           | 3853      | 0,87                |
| 19   | Шинежинст   | Шинэжинст          | 2469           | 2187           | 319                           | 16501     | 0,13                |
| 20   | Заг         | Заг                | 2440           | 2264           | 592                           | 2561      | 0,88                |

## Клімат

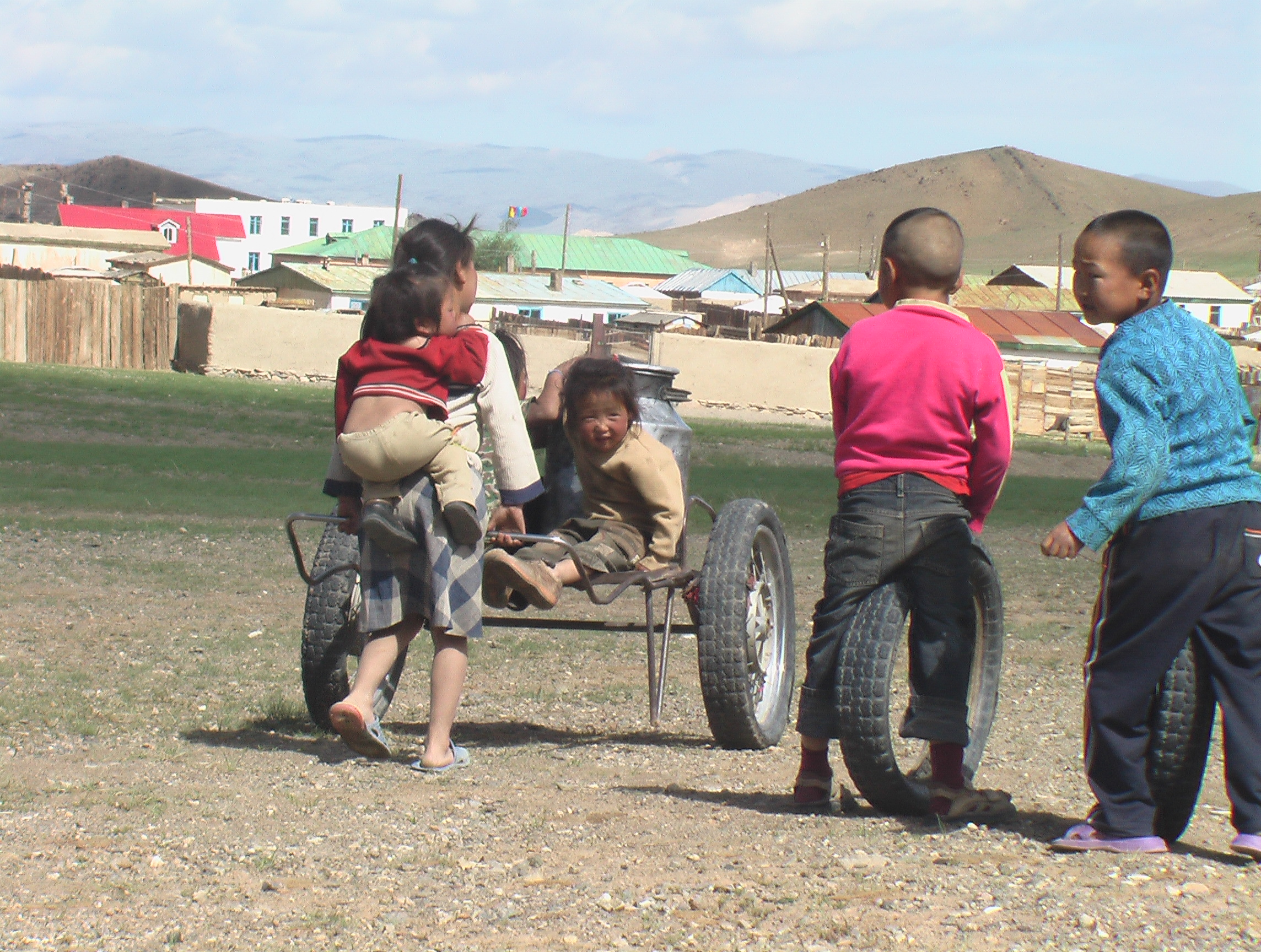
Сцена в Баянхонгорському аймаку

Клімат різкоконтинентальний, середня температура січня -20 градусів, липня +18 градусів. Щорічна норма опадів 216 мм.

## Корисні копалини
Міністерство гірничорудної промисловості заявило, що з такими запасами сланцевих родовищ, які є у ряді аймаків, у тому числі Баянхонгор Монголія може бути на сотні років забезпечена нафтою та газом. Загалом планується добувати 6700 тонн нафти щодобово.

На території аймаку добувають золото, кам'яне вугілля, торф, вольфрам, кришталь, мармур, берил та інші корисні копалини.

## Флора та фауна
Водяться гірські барани, дикі кози, козулі, рисі, сніжні барси.

## Сільське господарство
Добре розвинуто тваринництво, вирощують овочі та фрукти.

## Цікаві об'єкти
На території сомону розташована палеолітична печерна стоянка Цагаан-агуй. Дерев'яне вугілля у цій печері має вік 33 тисячі років, вона була заселена у найдавніші часи. Довжина печери — 41,4 м, площа 182,4 м кв., обсяг 826 м куб. Серед місцевого населення розповсюджена легенда, що в 1930-ті роки XX століття там переховувався від репресій один з місцевих монахів. Загалом в печері було знайдено 9 тисяч знахідок, серед них китайська монета 1078-1089 рр, фрагмент берести із старомонгольським написом, поясна бронзова підвіска. За свідченнями монгольських вчених на стінах печери є наскельні зображення, які датуються від неоліта до епохи бронзи, однак знайти ці малюнки не вдається.
У сомоні Галуут монгольські археологи знайшли поховання, яке належить до періоду імперії Кок-тюрків, які у 7-8 столітті відновили свою державу на території Монголії. Зокрема було знайдено кам'яні плити на одній з яких висічено три рядка написані старотюркським письмом. Камені встановлені у напрямку до сходу сонця займають відстань 800 метрів. Встановлено що це поховання є пам'ятником знатному аристократу кок-тюркського періоду.

## Снігова людина
В пустельних горах Цагаан-Богдо начебто водяться прямоходячі, волосаті істоти, ростом 1,5-2 метра з міцними м'язами та великою грудною кліткою, тіло яких вкрито густою шерстю буровато-жовтого кольору. Відбитки їх ступенів часто перевищують 45-й розмір — вочевидь мова йде про снігову людину.